# 대군
대군(大君)은 고려 시대 및 조선 시대에 왕자들에게 내려진 작호의 일종이다. 조선의 경우 정실 왕비 소생의 왕자들에게만 대군이라는 호칭을 부여하였으며, 첩(후궁) 소생에게는 "군(君)"의 호칭을 부여하였다. 단 조선 초기에 한해 왕의 서자에게도 대군의 호칭이 내려진 적이 있다.

## 개요

### 고려
대군의 호칭이 처음 나타난 것은 고려 시대 때이다. 충렬왕(忠烈王) 이후 공(公)·후(侯)·백(伯)의 작호를 각각 부원대군(府院大君)·군(君)·부원군(府院君)·원윤(元尹)·정윤(正尹) 등으로 개편한 것이다. 다만 부원대군(府院大君)이라는 호칭은 고려 초기에도 발견된다(태조의 아들 의성부원대군 등). 고려에서 대군의 호칭이 사용된 예를 보면, 충혜왕(忠惠王)의 후궁인 은천옹주(銀川翁主)의 경우 단양대군(丹陽大君)의 여종이었다는 기록이 있고, 현종(顯宗)의 후손 제안공(齊安公)은 훗날 대군으로 진봉되어 제안대군(齊安大君)이 되었다는 기록이 남아있다. 이밖에도 대군에 봉해진 이들에 대한 기록이 여러 곳에 남아있다.

### 조선
조선이 건국된 직후에는 정실 왕비 소생의 왕자들에 대해 고려 왕조를 모방하여 공(公)을 칭하였다. 그러나 참람되게 중국을 모방할 수 없다는 이유로 1401년(태종 1년) 음력 1월 25일 공(公)이라는 호칭은 부원대군(府院大君)으로 고쳐졌다. 더불어 함께 쓰이던 후(侯)·백(伯)의 호칭은 각각 군(君)과 부원군(府院君)으로 고쳐졌다. 이때 "공"에서 "부원대군"이 된 사람은 의안공(義安公) 이화(李和), 익안공(益安公) 이방의(李芳毅), 회안공(懷安公) 이방간(李芳幹) 등의 3명이었다. 이후 부원대군은 폐지되고 대군으로 그 이름이 변경되었다.
다만 이 당시만 해도 환조(桓祖)의 서자인 이화가 대군에 봉해진 것으로 볼때 체계적으로 그 제도가 확립되었다고 하기는 어려우며, 왕비 소생의 아들에게만 대군의 작위를 부여한 것은 사실상 1414년(태종 14년) 음력 1월부터였다. 이때서야 왕비 소생의 왕자에게 "대군(大君)"을, 빈(嬪, 후궁) 소생의 왕자에게 "군(君)"을 봉하기 시작했다.
한편 조선 건국 초기 대군에게는 정1품의 품계가 있었으나, 《경국대전》에서는 대군에 대해 무품으로 정의하고 있다.

## 같이 보기
- 군 (작위)
- 대원군
- 친왕